# Deji Akindele
Jeleel Ayodeji « Deji » Akindele, né le 2 avril 1983, à Lagos, au Nigeria, est un joueur nigérian de basket-ball. Il évolue au poste de pivot.

## Biographie
Lors de la saison 2014-2015, Akindele est nommé meilleur joueur de la Liga lors des 16e et 23e journées. Il est aussi nommé meilleur joueur du mois de janvier.

## Palmarès
- Médaille de bronze aux Jeux africains de 2007